# 2015–16年英國重新談判歐洲聯盟會籍
2013年1月，英國首相戴维·卡梅伦首次提出修改聯合王國的歐洲聯盟會籍條款及歐盟條約。2015年英國大選過後同年的夏天，英國與歐洲聯盟就會籍重新進行談判。歐洲理事會主席唐納德·圖斯克同意新條款，而27個歐盟成員國領袖亦在2016年2月18至19日的歐盟高峰會上批准談判結果。一旦英國在同年六月的脫歐公投中決定留在歐盟，歐洲聯盟委員會將會審議英國的新會籍。
英國的新會籍條款牽涉現有的選擇退出權和退款，而且具備如國際條約般的法律效力。惟由於部分會籍變動有待歐洲議會立法通過和修訂歐盟條約，因此最終決定可能與談判成果有出入。
歐盟同意修動英方會籍後，卡梅倫就曾經形容新協議賦予英國「在歐盟的特別地位」，並宣佈英國政府將支持英國留在「改革後的歐盟」。隨著英國下議院通過《2015年歐洲聯盟公投法令》，政府宣佈去留歐盟公投將在2016年6月23日舉行。
最終英國以公投決定脫歐，亦即否決新歐盟會籍，致使有關方案未能落實。翌年3月29日，英國引用歐盟條約第50條，正式啟動脫歐程序。歷經三次延期後，英國在2020年1月31日脫離歐盟，終結四十七年的會籍。